# 瓦特堡 (南非)

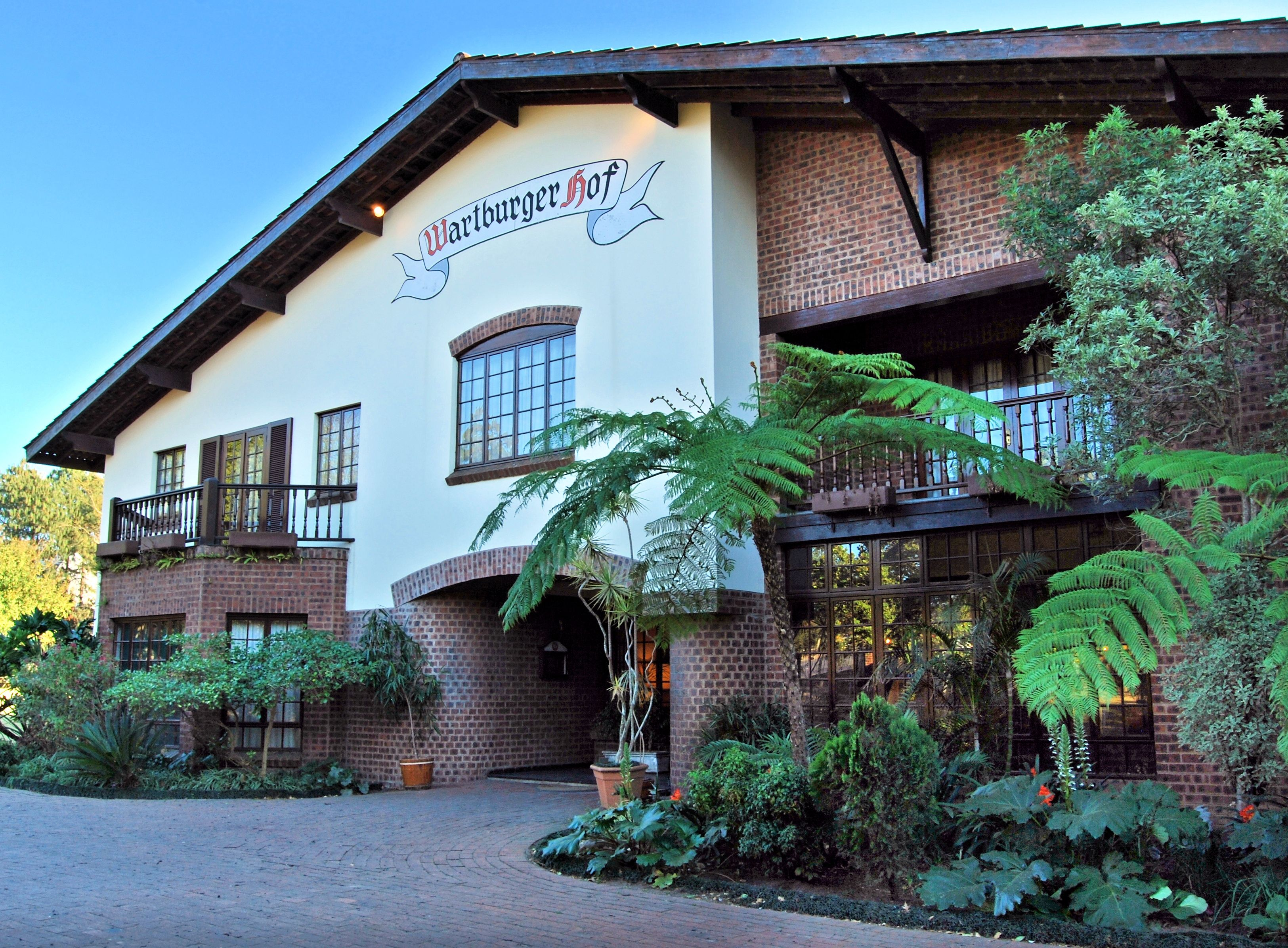
瓦特堡

瓦特堡（Wartburg）是南非夸祖魯-納塔爾省的城鎮，位於該國東北部，距離彼得馬里茨堡約40公里，面積1.87平方公里，2001年人口905，人口密度每平方公里480人。

## 外部連結
Wartburg Kirchdorf School Official Website （页面存档备份，存于）